# Vanderhorstia fasciaventris
Vanderhorstia fasciaventris es una especie de peces de la familia de los Gobiidae en el orden de los Perciformes.

## Morfología
Los machos pueden llegar a alcanzar los 8 cm de longitud total.

## Hábitat
Es un pez de mar y, de clima subtropical y demersal.

## Distribución geográfica
Se encuentra en la costa oriental de Sudáfrica e Islas Ryukyu. 

## Observaciones
Es inofensivo para los humanos. 